# السكاكة (السويداء)
السكاكة هي قرية سورية تقع في ناحية مركز السويداء من منطقة السويداء في محافظة السويداء. وفقاً لمكتب المركزي للإحصاء، بلغ عدد سكان قرية السكاكة 254 نسمة في تعداد عام 2004.